# Aeolochroma mniaria
Aeolochroma mniaria är en fjärilsart som beskrevs av Goldfinch 1929. Aeolochroma mniaria ingår i släktet Aeolochroma och familjen mätare. Inga underarter finns listade i Catalogue of Life.